# Wilhelmina Lagerholm
Wilhelmina Catharina Lagerholm (25. března 1826, Örebro – 19. června 1917, Stockholm) byla švédská malířka a jedna z prvních profesionálních fotografek. Po prvním studiu a praktikování malby se v roce 1862 zaměřila hlavně na fotografii a otevřela si studio v Örebro ve středním Švédsku.

## Životopis
Narodila se 25. března 1826 v Örebru jako dcera geodeta Nilse Fredrika Wilhelma Lagerholma a jeho manželky Anny Elisabeth Ekmanové. Vystudovala umění ve Stockholmu, Paříži a Düsseldorfu, kde se stala portrétistkou. V letech 1862 až 1871 pracovala jako fotografka v Örebro, poté se však přestěhovala do Stockholmu, kde se stala malířkou portrétů a žánrových výjevů. V roce 1871 se stala členkou Královské švédské akademie umění.
Lagerholm zemřela ve Stockholmu 19. června 1917. Je připomínána jako jedna z prvních švédských profesionálních ženských profesionálek spolu s Emmou Schensonovou v Uppsale, Hildou Sjölinovou v Malmö a Rosalie Sjömanovou ve Stockholmu.

## Galerie

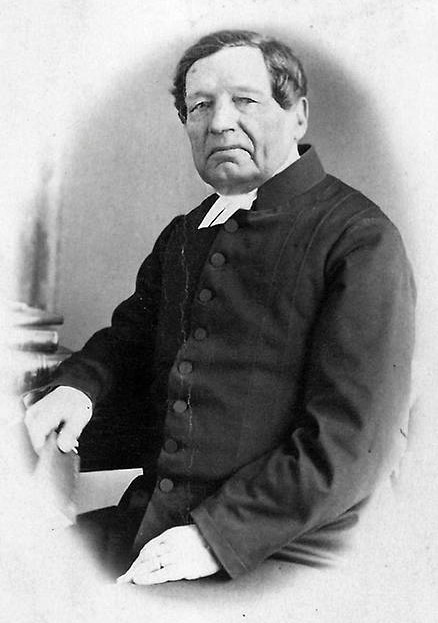
Gustav Wilhelm Gumaelius, fotografie
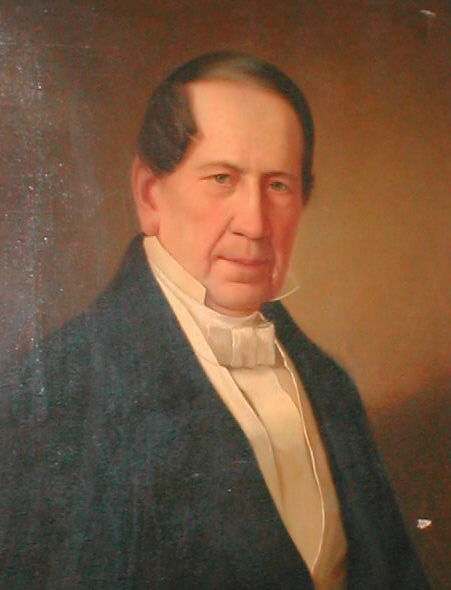
Lars Montén (1785-1872)
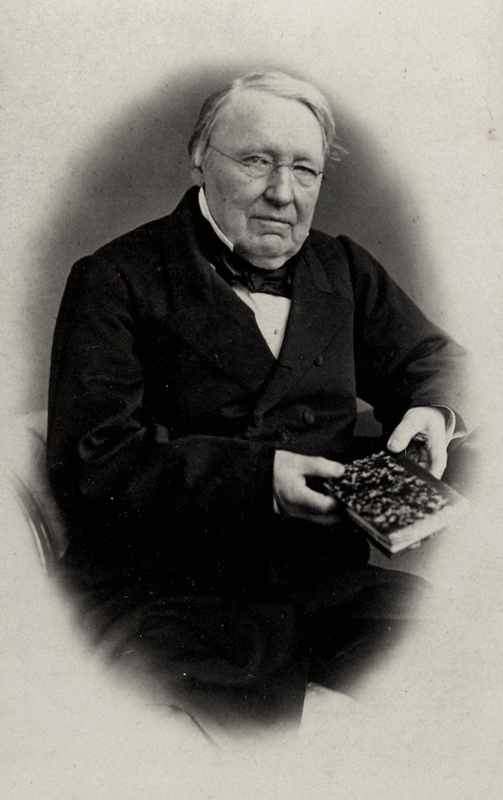
Otto Joel Gumaelius
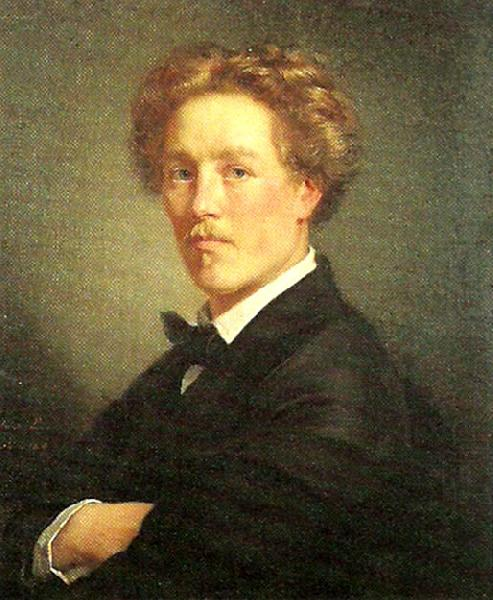
Portrét profesora Augusta Malmströma, olejomalba
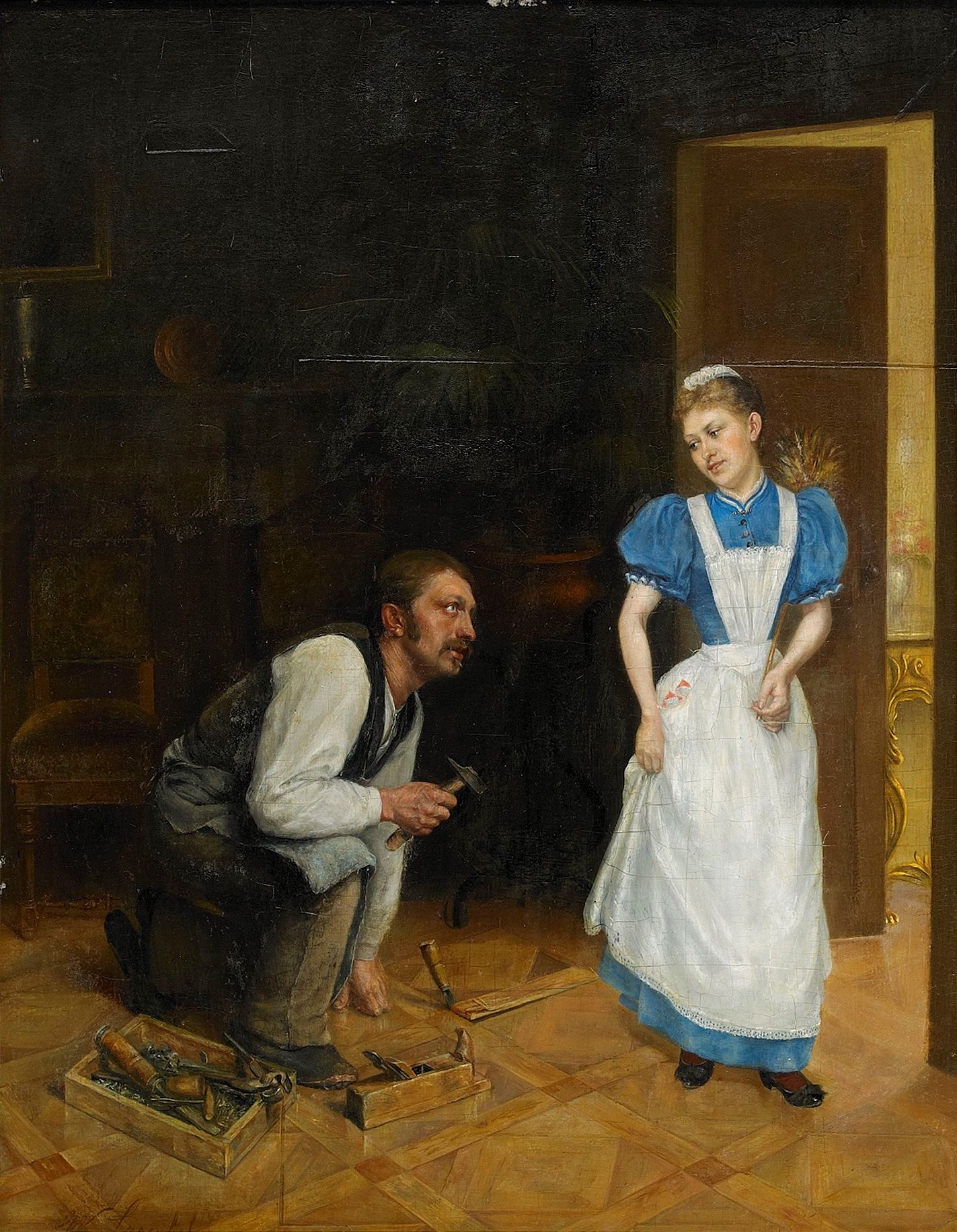
Snickaren och tjänsteflickan
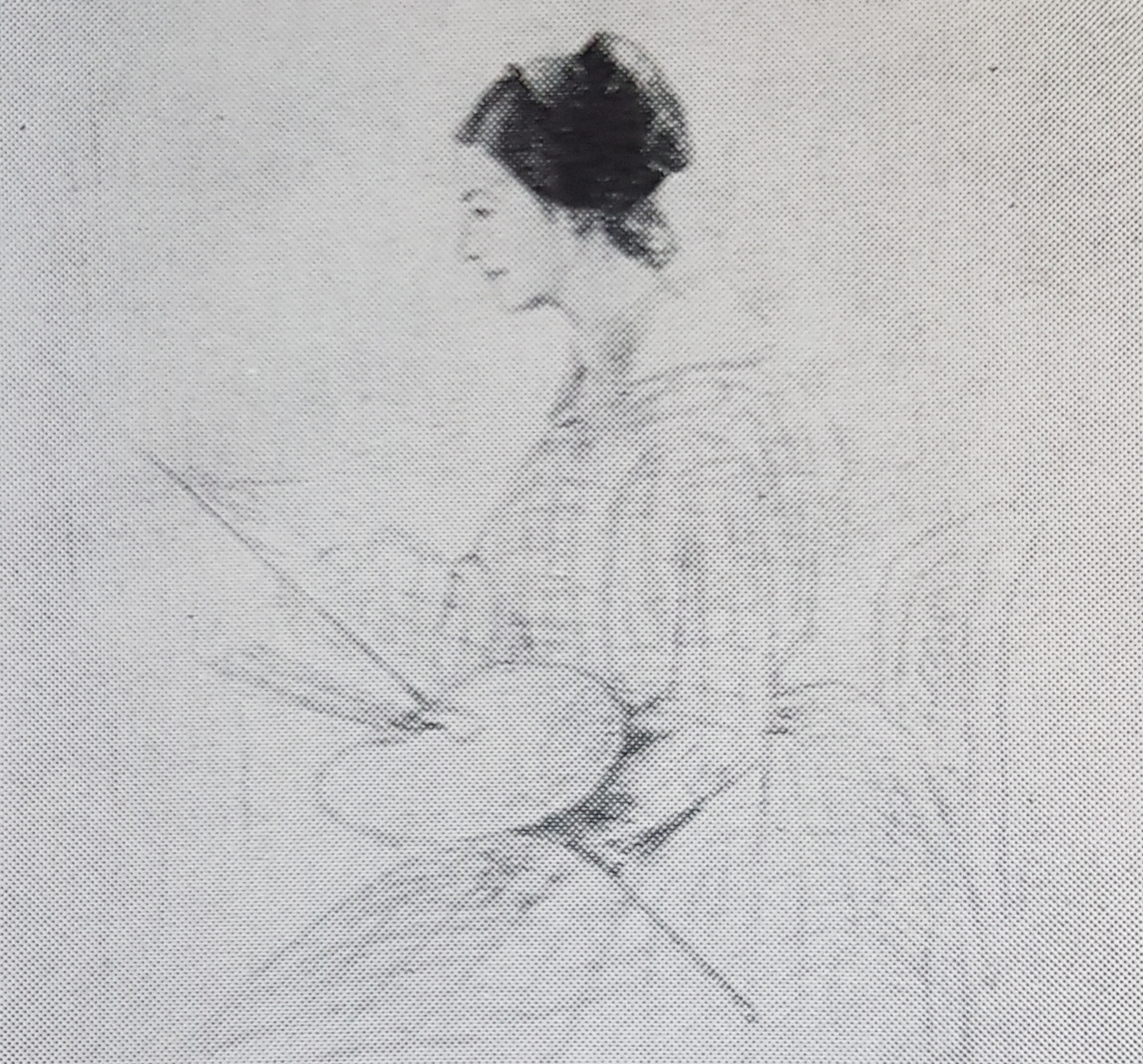
Maria Röhl
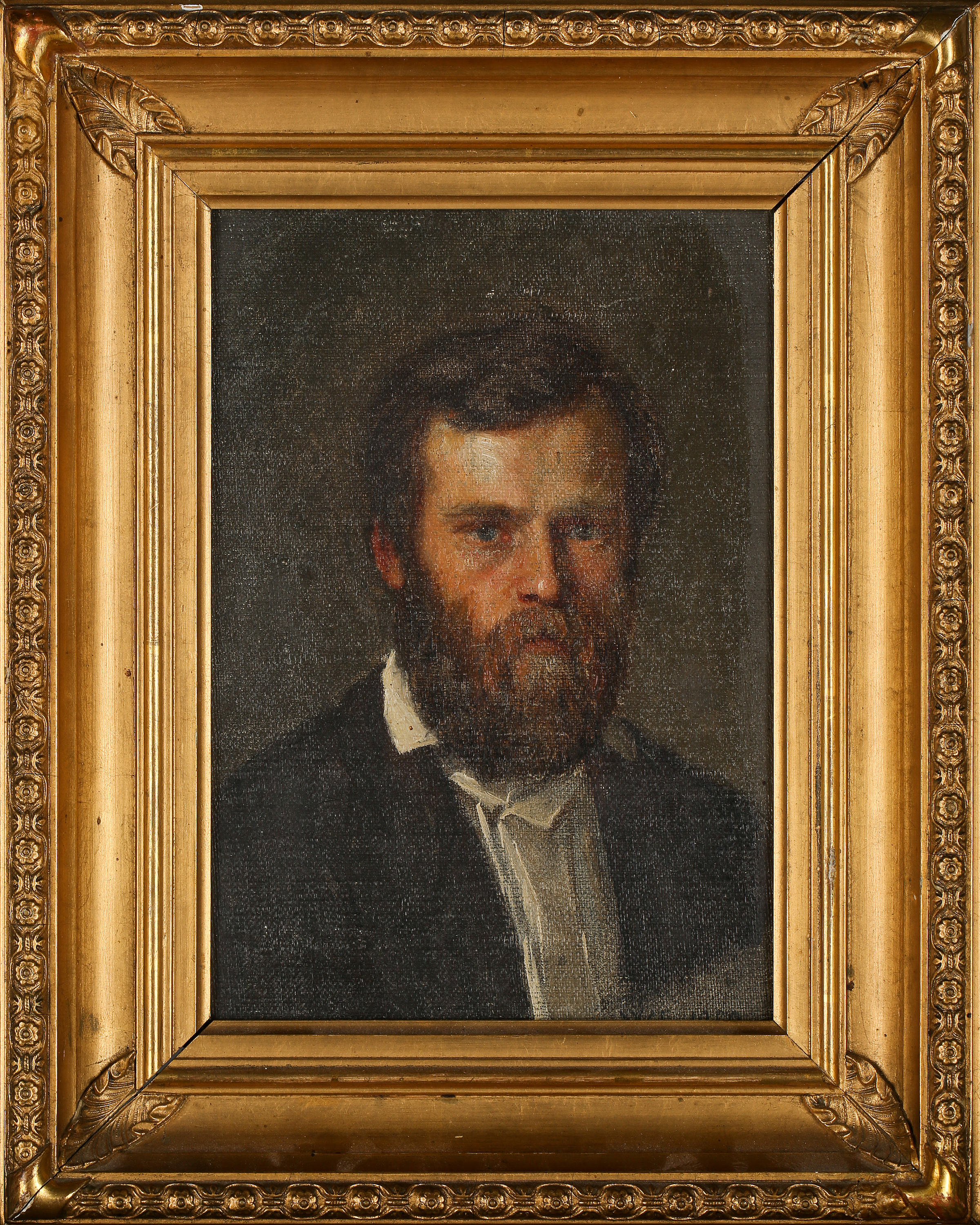
Bengt Nordenberg, švédský malíř, 1859